# جورج سميث (مبشر)
جورج سميث (بالإنجليزية: George Smith)‏ (و. 1815 – 1871 م) هو مبشر، وقسيس بريطاني، توفي في بلاكهيث، لندن، عن عمر يناهز 56 عاماً.

## مناصب
تولى منصب Bishop of Victoria ‏
.

## التعليم
تعلم في جامعة أوكسفورد
.